# Potra salvaje
«Potra salvaje» es una canción de la cantante española Isabel Aaiún de su primer álbum de estudio La potra salvaje (2024).
La canción sirvió como el primer adelanto del álbum debut de estudio de Aaiún. Publicado el 1 de diciembre de 2021, sería incluido en su disco La potra salvaje (2024). 
A comienzos de 2024, la remezcla de hard tecno se volvió viral en España a través de la plataforma TikTok, ascendiendo rápidamente en las listas de reproducciones de los medios musicales del país. Más tarde, las selecciones españolas de waterpolo, voleibol, tenis y fútbol adoptaron la canción como himno no oficial, fomentando más su extensión a nivel nacional. El futbolista Dani Carvajal cantó esta canción junto a Cristiano Ronaldo y Piqué en una discoteca de Malasia.
Tras la victoria de España en la Eurocopa 2024, las escuchas de ambas canciones se dispararon, especialmente la remezcla original, llevando a «Potra salvaje» al primer puesto de la lista oficial de sencillos de España, convirtiéndose en el primer número uno de la cantante. En la fiesta de celebración del torneo en Madrid, Isabel Aaiún interpretó en directo.

## Video musical
El vídeoclip se grabó en una vieja granja e Aaiún cantando. El vídeoclip termina con un gran árbol y la luna cerca.  También se ve la frase "A todas las mujeres libres, independientes y salvajes que luchan cada día para defender su lugar en el mundo"  está en la marca 3:14  y acaba también con Aaiún dentro de la vieja granja (en la marca 3:21).

## Recepción
El periódico 20 minutos contaba cómo Isabel Aaiún no se esperaba la recepción. El DJ Fernando Moreno, autor del remix que disparó a la canción a la fama, añadió: «La única promo que ha tenido la canción son mis actuaciones en Teruel, que la pinchaba siempre que podía porque creía mucho en el resultado. Fue ese público el que empezó a moverla», explicó en El Confidencial. La coescritora e intérprete respondió a la recepción de la canción por parte del mundo del deporte nacional positivamente. 

”No sé si puede haber sentimiento más grande que ver a la selección española, que mueve millones de personas, cantando y bailando tu canción. Es alucinante. Me encanta que la utilicen para motivarse, eso es lo máximo”
-Aaiún para Ser

Declaró la intérprete agregando que los jugadores de la selección de fútbol española Nico Williams y Lamine Yamal de ser «los verdaderos potros salvajes».
Muchos medios denominan a la canción como «El himno no oficial de la Eurocopa 2024» y como «la canción del verano 2024». El periódico ABC denominó a «Potra salvaje» como la canción del verano debido a su recepción en pubs, discotecas y fiestas de pueblo. Además de su buena recepción en las plataformas de streaming y acogida por el mundo del deporte nacional. El Correo en un artículo aseguraba que gracias a su vitalidad en TikTok, su acogida por las diferentes selecciones españolas nacionales y su gran acogida comercial por parte del público el tema es la canción del verano.

## Posicionamiento en listas y certificaciones

### Semanales para la versión original
| País   | Lista                            | Mejor posición |
| ------ | -------------------------------- | -------------- |
| España | PROMUSICAE Top 100 Canciones     | 1              |
| España | Spotify Top 200 Canciones España | 23             |

### Semanales para la remezcla
| País   | Lista                            | Mejor posición |
| ------ | -------------------------------- | -------------- |
| España | Spotify Top 200 Canciones España | 3              |

### Certificaciones
| País   | Órgano certificador | Certificación | Unidades | Ref.   |
| ------ | ------------------- | ------------- | -------- | ------ |
| España | PROMUSICAE          |               | 60.000   | [ 13 ] |